# Psi-spår
Ett Psi-spår är ett parapsykologiskt fenomen lanserat av den värmländske konstnären Göte Andersson. Han hävdar att när man intensivt tänker på någonting under ett par minuter skapas ett "spår" till det man tänkt på. Det spåret skall man sedan kunna följa med hjälp av vissa hjälpmedel, exempelvis slagruta.
Detta fenomen upptäckte han år 1987, då han läst i en bok att man kunde detektera en människas aura med slagruta. Han försökte sedan utvidga sin aura med hjälp av tanken, men detta gav inga förändrade resultat. Sedan fick han idén att koncentrera sina tankar på en stol några meter bort, dit fadern gick med slagrutan, och fick där "starka utslag". Göte sammanfattade sina egna undersökningar av psi-spårets egenskaper i boken Psi-spåret (1994).

## Vetenskaplig undersökning och kritik
Nils-Olof Jacobson och Jens A. Tellefsen presenterade i en artikel i Jornal of the Society for Psychical Research 1994 deras vetenskapliga undersökning som hävdar existensen av Götes förmåga att sända och andras förmåga att detektera Psi-spår. Undersökningen har kritiserats för bristande metodik på ett par punkter, dels oklarheter i vad som anses "lyckat" till att de blandat experiment med helt olika metod i samma statistik. Se tidskriften Folkvett 2003:2;. Senare undersökningar av forced choice typ år 2005 har också kritiserats av skeptiker och fått svar i tidningen Sökaren. Ännu nyare undersökningar av psi-spåret har rapporterats av professor Friedrich Balck från tekniska universitetet i Clausthal, Tyskland.